# رابرت بی. ون والکنبورگ
رابرت بی. ون والکنبورگ (انگلیسی: Robert B. Van Valkenburgh; ۴ سپتامبر ۱۸۲۱ – ۱ اوت ۱۸۸۸) سیاستمدار، وکیل، دیپلمات، و قاضی اهل ایالات متحده آمریکا بود. نماینده ایالات متحده از جانب نیویورک، در ارتش اتحادیه در طول جنگ داخلی آمریکا، و متعاقباً وزیر مقیم ایالات متحده در ژاپن بود.